# Госпиталь Ага Хана
Госпиталь Ага Хана — госпиталь, основанная в 1944 году в Момбасе, Кения. Является частью Службы здравоохранения Ага Хана (AKHS, от Aga Khan Health Services). Это учреждение неотложной помощи на 96 коек, оказывающее медицинскую помощь. Госпиталь предоставляет общие медицинские услуги, специализированные клинические и высокотехнологичные диагностические услуги.
Госпиталь является частью международной реферальной системы Службы здравоохранения Ага Хана со связями с Больницей университета Ага Хана в Найроби и Больницей университета Ага Хана в Карачи.
В январе 2017 года Служба здравоохранения Ага Хана в Кении и Французское агентство развития (AFD) подписали соглашение о модернизации и расширении больниц Ага Хана в Момбасе и Кисуму на сумму 12,5 млн долларов. Расширение будет включать развитие дневного центра химиотерапии и программы кардиологии.